# بابی فارلی
بابی فارلی (به انگلیسی: Bobby Farrelly) (زاده ۱۷ ژوئن ۱۹۵۸) او به همراه بردارش پیتر فارلی کارگردان آمریکایی است.

## فیلم‌شناسی
فهرست برخی از فیلم‌هایی که برادران فارلی در آنها به کارگردانی یا فیلم‌نامه‌نویسی پرداخته‌اند:
- احمق و احمق‌تر (۱۹۹۴)
- سردسته (۱۹۹۶)
- یه چیزی راجع به مری هست (۱۹۹۸)
- من، خودم و آیرین (۲۰۰۰)
- سلول قهرمان (۲۰۰۱)
- هال ظاهربین (۲۰۰۱)
- وابسته به تو (۲۰۰۳)
- تب استقرار (۲۰۰۵)
- کودک دل‌شکسته (۲۰۰۷)
- گذرگاه (۲۰۱۱)
- سه کله‌پوک (۲۰۱۲)
- احمق و احمق‌تر ۲ (۲۰۱۴)